# Breitenau, Bas-Rhin
Breitenau là một xã thuộc tỉnh Bas-Rhin trong vùng Grand Est đông bắc Pháp.